# SH3ドメイン
SH3ドメイン（Src homology 3 domain）は、約60アミノ酸残基からなる小さなタンパク質ドメインである。当初、SH3はウイルスのアダプタータンパク質v-Crk中の保存配列として記載された。このドメインはホスホリパーゼや、AblやSrcなど細胞質のいくつかのチロシンキナーゼにも存在する。SH3ドメインはPI3キナーゼ、RasGAP、CDC24やCDC25など他のいくつかのタンパク質ファミリーにも同定されている。SH3ドメインは、細胞骨格、Rasタンパク質、Srcキナーゼなどを調節するシグナル伝達タンパク質に存在する。SH3タンパク質は、アダプタータンパク質やチロシンキナーゼと相互作用する。チロシンキナーゼとの相互作用の際には、通常は活性部位から離れた場所に結合する。ヒトゲノムにコードされているタンパク質中には、約300個のSH3ドメインが見つかっている。SH3ドメインはシグナル伝達経路におけるタンパク質間相互作用を制御したり、細胞質内のシグナル伝達に関与するタンパク質の相互作用を調節する役割を担っている。

## 構造
SH3ドメインは特徴的なβバレルフォールドを持ち、逆平行βシートとして強固にパッキングした5本または6本のβストランドから構成される。リンカー領域には短いヘリックスが含まれる場合もある。SH3フォールドは真核生物にも原核生物にも存在する歴史の古いフォールドである。

## ペプチドの結合
典型的なSH3ドメインは通常、他のタンパク質と相互作用するタンパク質に存在し、特定のタンパク質複合体の組み立てを媒介する。結合パートナーのプロリンに富むペプチドへ結合するのが一般的である。典型的なSH3ドメインはヒトで細胞内タンパク質に限定されるが、MIAファミリーの細胞外タンパク質にもSH3様のフォールドが存在している。
タンパク質のSH3結合エピトープの多くには、次の正規表現で表されるコンセンサス配列またはshort linear motifが存在する。
```
-X-P-p-X-P-
 1 2 3 4 5
```

1番と4番は脂肪族アミノ酸であり、2番と5番は必ず、そして時には3番もプロリンである。こうした配列はSH3ドメインの疎水的なポケットに結合する。他に、R-x-x-Kのコンセンサスモチーフに結合するSH3ドメインも記載されている。さまざまな分子の研究過程から新たなSH3結合モチーフの発見が続いており、このドメインの汎用性が強く示されている。

## SH3のインタラクトーム
SH3ドメインを介したタンパク質間相互作用ネットワーク（SH3インタラクトーム）の解析からは、線虫のSH3ドメインは酵母と同様にエンドサイトーシスに関与するタンパク質に多く存在するなど、種間の類似性が示されている。しかしながら個々のオルソログのレベルでは、SH3ドメインを介した相互作用ネットワークは線虫と酵母の間で高度な再配置が行われている。

## SH3ドメインを持つタンパク質
- シグナル伝達アダプタータンパク質
- CDC24
- CDC25
- PI3キナーゼ
- ホスホリパーゼ
- RasGAP（英語版）
- Vav（英語版）
- GRB2
- S6K2
- SH3D21（英語版）
- ARMH3（英語版）（推定）
- STAC3（英語版）
- ミオシンの一部
- SHANK1（英語版）、SHANK2（英語版）、SHANK3（英語版）
- YAP1
- ARHGAP12
- VXN（英語版）
- TANGO1（英語版）
- インテグラーゼ
- PTK2、PTK2B（英語版）
- TRIP10（英語版）